# Nadányi Zoltán
Kőrösnadányi Nadányi Zoltán (Feketegyörös, 1892. október 9. – Budapest, 1955. február 2.) magyar költő, író, műfordító, Nadányi Gertrud írónő apja.

## Életútja
Kőrösnadányi Nadányi Károly földbirtokos és négyesi Szepessy Jolán fia. Tanulmányait Nagyváradon végezte, a jogakadémia befejezése után az államtudományi vizsgát Szegeden tette le.
1917-ben a Nagyvárad szerkesztőségében kezdte hírlapírói pályafutását; 1920-ig a sakkrovat vezetője is volt, majd 1919–1920-ban Zsolt Béla mellett a Tavasz című lap társszerkesztője lett; 1920-ban repatriált, s a Pesti Naplóhoz szerződött. 1926-tól Berettyóújfaluban Bihar megye levéltárosa lett. Az 1930-as években ismét a nagyváradi napilapokban jelentek meg versei. 1940–1944 között Bihar megye főlevéltárosa volt.
A második világháború után végleg Budapesten telepedett le. Tagja volt a Kisfaludy Társaságnak és a Petőfi Társaságnak is.
Lírája a Nyugat modernségét népnemzeti hagyományokkal telítette. Piripócs című szatírasorozatában a várost hazudó faluról ad torzképet.
Életének utolsó szakaszában Börne, Heine, Lermontov, Moore, Mickiewicz és Słowacki verseiből fordított, míg saját verseiből francia, német és román nyelvű fordítások is megjelentek.
Felesége Szanditz Gertrud (1899–1968) volt, Szanditz Mór nagyváradi műjéggyáros és Stein Malvin lánya.

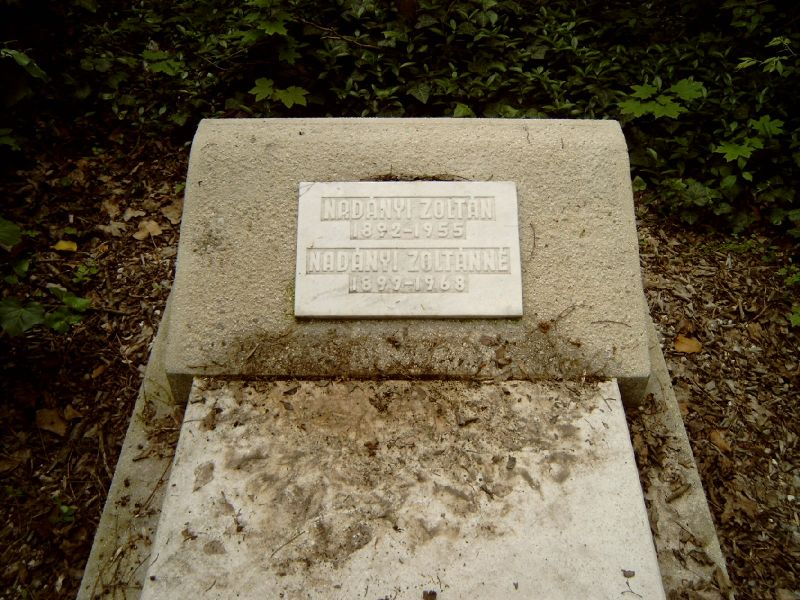
Nadányi Zoltán sírja Budapesten. Új köztemető: 139/3-1-40.

## Művei
- Versek; Vidor, Nagyvárad, 1908
- Ilonka; Nagyváradi Ny., Nagyvárad, 1910
- Nadányi Zoltán új versei; Szigligeti Társaság, Nagyvárad, 1914
- Kerekerdő; s. n., Nagyvárad, 1917
- Furcsa vendég. Versek; Dick, Budapest, 1921
- Szép nő az ablakban; Singer-Wolfner, Budapest, 1925
- Ezüstkert; Singer-Wolfner, Budapest, 1931
- Szegényember naplója; szerzői, Berettyóújfalu, 1935
- Nem szeretsz; Nyugat, Budapest, 1937
- Bihar-vármegye; szerk. Nadányi Zoltán, sajtó alá rend. Ladányi István; Magyar Városok Monográfiája Kiadóhivatal, Budapest, 1938 (Magyar városok és vármegyék monográfiája)
- Bocsáss meg. Új és válogatott versek; Vajna-Bokor, Budapest, 1941
- Gyertek, énekeljünk! Versek; Új Idők, Budapest, 1944
- Csók a sötétben; Egyetemi Ny., Budapest, 1947
- Aranypiros pillangó. Válogatott versek. 1915-1955; utószó, Nadányi Gertrud; Magvető, Budapest, 1955
- Hét falu kovácsa. Színmű; Magvető, Budapest, 1956
- Körmenet; vál., sajtó alá rend., bev. Nadányi Gertrúd; Szépirodalmi, Budapest, 1975
- Az első pogácsa; vers Nadányi Zoltán, rajz K. Lukáts Kató; Móra, Budapest, 1976
- Nadányi Zoltán válogatott versei; vál., szerk. Kalász Márton; Kozmosz Könyvek, Budapest, 1981 (A magyar irodalom gyöngyszemei)
- Hajnali találkozás. Kötetben még nem publikált írások; összegyűjt., szerk., utószó Urbán V. László; Aqua, Budapest, 1994
- Szeress jobban. Válogatott versek; vál., összeáll., szerk. Réz Pál; Palatinus–Noran, Budapest, 1999 (Várad, villanyváros)
- Nadányi Zoltán összegyűjtött versei; sajtó alá rend., jegyz. Urbán László; Argumentum, Budapest, 2006

## Szakirodalom
- Bakó Endre: Nadányi Zoltán élete és költészete; Berettyóújfalui Nagyközségi Tanács, Berettyóújfalu, 1975 (Bihari dolgozatok. A Bihari Múzeum közleményei)
- Emlékkönyv Nadányi Zoltán születésének századik évfordulóján; szerk., tan. Bakó Endre, bibliogr. Héthy Zoltán; Polgármesteri Hivatal, Bakonszeg 1992
- Bakó Endre: Kosztolányi a "faluvárosban"; B. Tónus BT, Bp.–Berettyóújfalu, 2000 (Bihari füzetek)
- Bakó Endre: Nadányi Zoltán világa; TKK, Debrecen 2009

## Emlékezete
- Körösladányban az ő nevét viseli a város egyik főutcája (a 4205-ös út belvárosi szakasza).